# Steve Scalise
Steve Scalise (ur. 6 października 1965) – amerykański polityk  związany z Partią Republikańską. Od 3 maja 2008 roku jest przedstawicielem stanu Luizjana w Izbie Reprezentantów Stanów Zjednoczonych. Został na to miejsce wybrany w wyborach uzupełniających, po rezygnacji jego poprzednika, Bobby'ego Jindala, który opuścił to stanowisko, aby zostać gubernatorem Luizjany.
14 czerwca 2017 r. został ranny w strzelaninie w Alexandrii w stanie Wirginia.